# فرد سميث (لاعب كريكت بريطاني)
فرد سميث (26 ديسمبر 1885 - ) (بالإنجليزية: Fred Smith)‏ هو لاعب كريكت بريطاني. لعب مع نادي مقاطعة يوركشاير للكريكت ‏.